# Tziróndaro
Tziróndaro (del idioma purépecha, que significa ‘lugar de ciénagas’) es el valle mexicano en el cual está asentada la ciudad de Zamora, en Michoacán.
Hace un siglo, el río Duero originaba una ciénega de temporal en este valle, debido a la obstrucción del desagüe de sus aguas por la existencia de un núcleo basáltico entre las localidades de San Simón y La Estanzuela (Ixtlán). Por ese motivo, la planicie presenta un suelo de aluvión, del periodo Cuaternario, en su mayoría de tipo vertisol. Tienen un uso principalmente agrícola, por lo que la cobertura de vegetación es mínima. Se encuentra degradado en cuanto a su fertilidad.